# روت (پنسیلوانیا)
روت (به انگلیسی: Rote) یک منطقهٔ مسکونی در ایالات متحده آمریکا است که در شهرستان کلینتون، پنسیلوانیا واقع شده‌است. روت ۲٫۸ کیلومتر مربع مساحت و ۵۰۷ نفر جمعیت دارد و ۲۳۰٫۱۳ متر بالاتر از سطح دریا واقع شده‌است.